# 東興ジオテック
東興ジオテック株式会社（とうこうじおてっく）は、東京都中央区に本社を置く、法面保護工事・地盤改良工事・爆砕工事・保温保冷耐火工事などの特殊専門工事に特化した建設会社で、株式会社髙松コンストラクショングループの一員である。

## 概要
防災工事・法面工事の工事系と「不動印」ブランドの耐火材販売に強みを持つ東興建設が、青木あすなろ建設系で同じく地盤改良工事・法面工事に強みを持つみらいジオテック・大和ロックと合併し誕生した企業である。

## 沿革
- 1956年3月 - 吹付機械の使用を伴う各種工事を目的として、東興建設株式会社を設立。
- 1990年10月 -　日米炉材株式会社と合併。
- 2006年5月 - 青木あすなろ建設株式会社の資本参加を受け、GWA（現髙松コンストラクショングループ）の一員となる。
- 2006年11月 - 旧青木建設グループの大和工業株式会社の法面事業の一部を継承。
- 2010年6月 - 東興建設株式会社が、みらいジオテック株式会社及び大和ロック株式会社と合併し、東興ジオテック株式会社に商号変更。
- 2019年6月 - 本社を芝のTCGビルの建て替えに伴い銀座の高松建設ビルに仮移転。